# G1.9+0.3
G1.9+0.3 is een supernovarest, en geldt als de jongst bekende supernovarestant in het melkwegstelsel. Het ligt op 25.000 lichtjaar afstand in het sterrenbeeld Boogschutter.
In 2008 maakte NASA bekend dat metingen aan de uitdijingssnelheid aangaven dat de supernova-uitbarsting waarin G1.9+0.3 ontstond, slechts ongeveer 140 jaar geleden had plaatsgevonden (of, meer nauwkeurig gezegd, het licht van de uitbarsting toen de aarde bereikt moet hebben). Tot dan toe was het jongst bekende supernovarestant in het melkwegstelsel Cassiopeia A, uit ca. 1680. In de 19e eeuw is de explosie zelf niet door astronomen gezien doordat de regio waarin het object zich bevindt nabij het centrum van de Melkweg ligt, waar het door grote hoeveelheden gas en stof aan het oog onttrokken wordt.